# Gemeinde Burgas

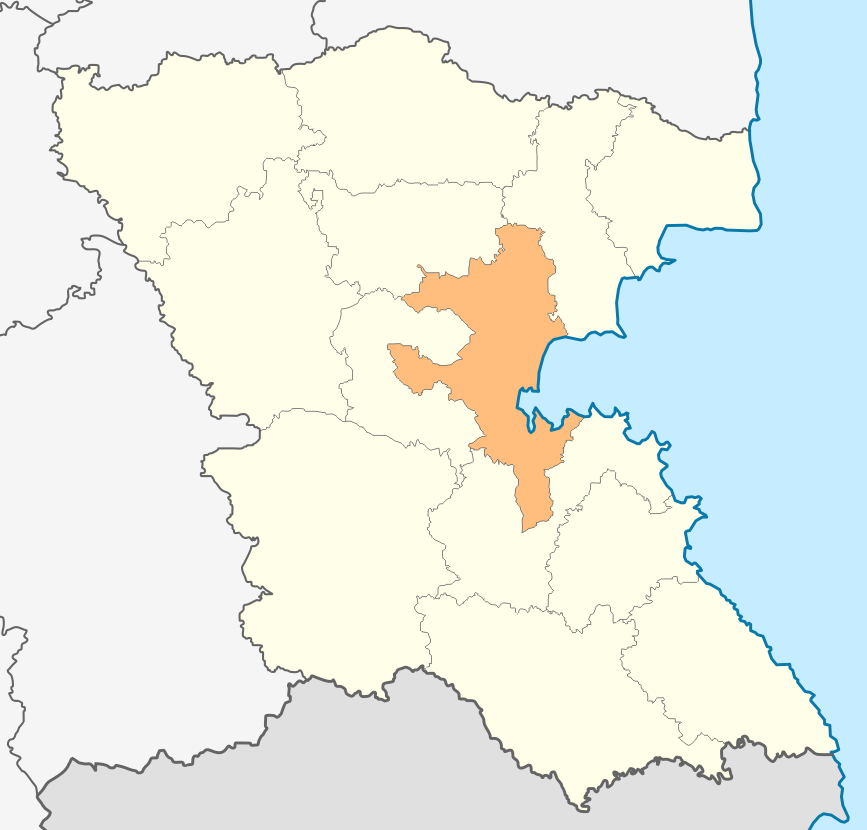
Die Grenzen und Lage der Gemeinde Burgas in der Oblast Burgas (2010)

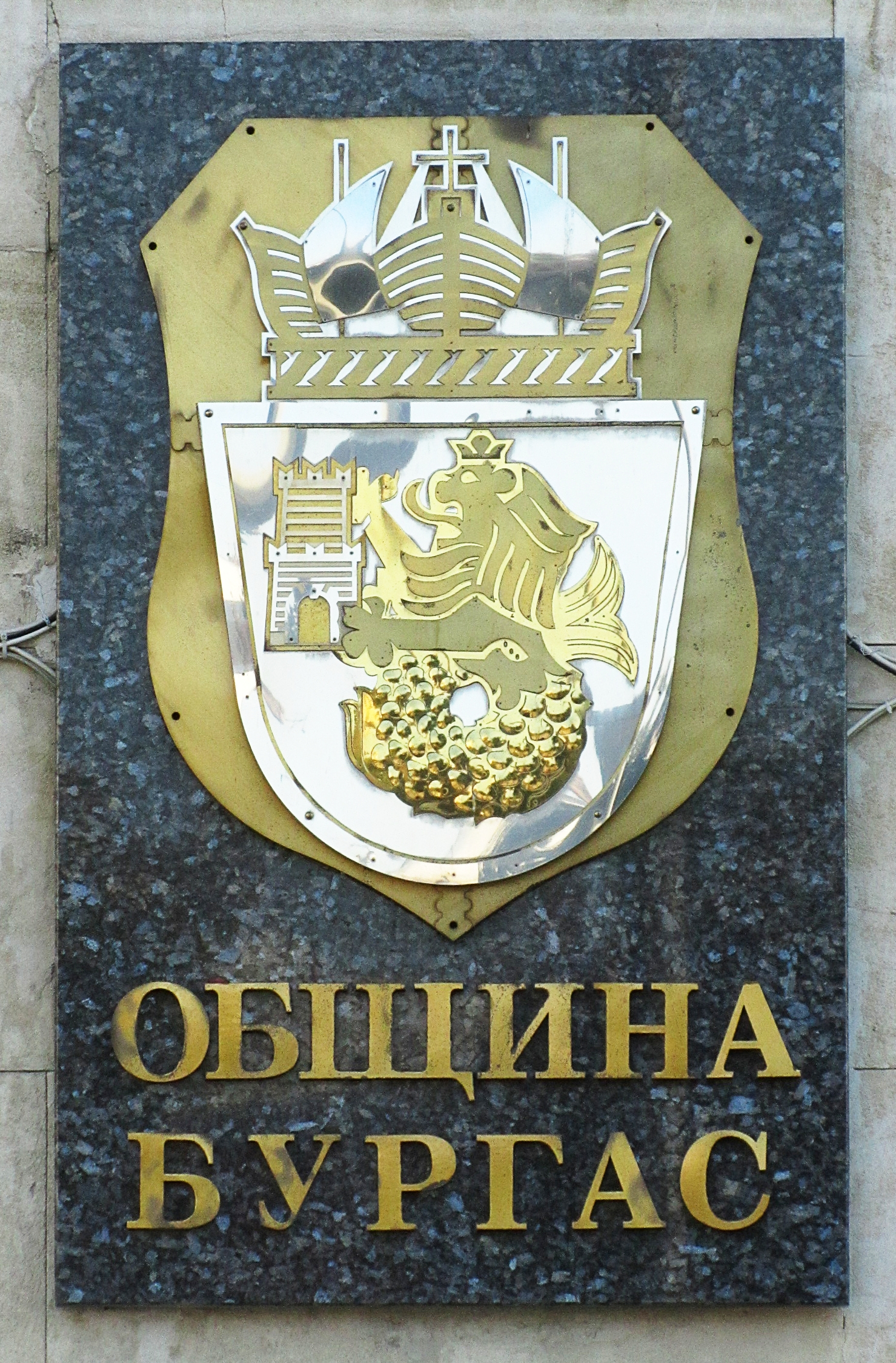
Wappen der Gemeinde Burgas

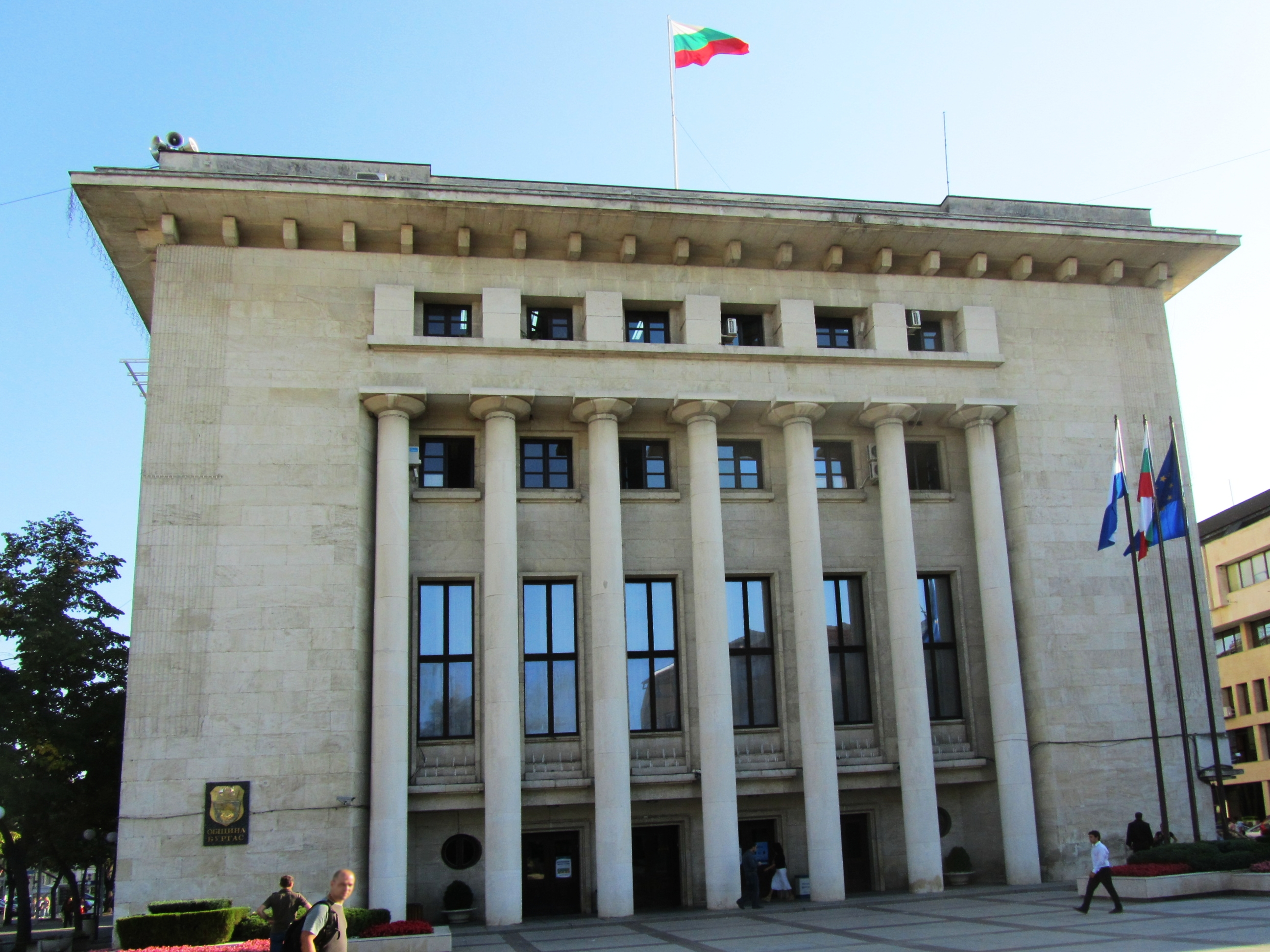
Verwaltungsgebäude Gemeinde Burgas

Die Gemeinde Burgas (bulgarisch Община Бургас) ist eine bulgarische Gemeinde im Osten des Landes; sie gehört zur Oblast Burgas.
Verwaltungssitz ist die Stadt Burgas. Die Gemeinde wurde 1878 geschaffen. Es gibt etwa 232300 Einwohner.
Die Gemeinde grenzt im Norden an die Gemeinde Pomorie, im Nordwesten an die Gemeinde Ajtos, im Westen an die Gemeinden Kameno und Sredez, im Süden an die Gemeinde Malko Tarnowo und im Südosten an die Gemeinde Sosopol.
Zur Gemeinde Burgas gehören außer Burgas, noch die Stadt Balgarowo sowie die Dörfer Bratowo, Brjastowez, Dimtschewo, Draganowo, Iswor, Isworischte, Marinka, Miroljubowo, Rawnez, Rudnik, Tscherno More und Twardiza.